# 헤이산촌
헤이산촌(平三村)은 지바현 이치하라군에 일찍이 존재했던 촌이다.  현재의 이치하라시 남부에 해당한다.

## 역사
- 1889년 4월 1일 - 정촌제 시행에 수반해 이치하라군 헤이산촌이 성립하였다.
- 1954년 10월 15일 - 우시쿠정, 쓰루마이정, 도다촌, 우치다촌과 합병해 이치하라시가 되어 소멸하였다.

## 경제-산업
1916년에 편찬된 『지바현 이치하라군지(千葉県市原郡誌)』에 따르면, 히라산촌은 농촌으로 농업으로 생계를 유지하는 사람들이 대부분이라고 한다(다이쇼 원년)의 통계에 따르면, 농업 생산액은 9만 5745엔이며, 그 중 쌀 8만 2191엔, 보리 4171엔이라고 한다.
"『지바현 이치하라군지』에 따르면 이치하라군 내에서 임업으로 볼 만한 것이 있는 마을 중 하나이며, 농가의 부업으로 숯 굽기가 행해져 인근의 수요를 충족시킬 뿐만 아니라 도쿄에도 출하되고 있다(마을의 숯 생산액 2만5600엔). 공업으로는 대나무 세공, 가마, 망토의 생산이 있다. 상업은 농가의 수요를 충족시키는 소매업체 외에는 특기할 만한 것이 없다.
마을에는 1899년 설립된 고쿠사바타 은행이 있었다. 오구사바타 은행은 금융공황기인 1927년(에 모바라정으로 이전한 후 가미소 은행에 경영을 양도하였다.

## 교통
1916년에 편찬된 『지바현 이치하라군지(千葉県市原郡誌)』에서는 군의 변방에 위치하여 구릉에 둘러싸여 있어 교통이 불편하다고 기술하고 있으며, 1898년에 마을 동부에 현도가 개통되고 1910년 조세이군 니시촌(西村)에 이어지는 주요리도 가 설치된 것으로 인해 화물 운반용 마차를 이용하게 되었다고 기술되어 있다. 에 의해 화물 운반에 마차를 사용하게 되었다고 한다. 
- 국도 297호선
  - 지바현도 제187호선

## 교육
마을의 초등학교로 헤이조라 지구에 헤이산 초등학교가 있었으나,촌의 합병으로 헤이산촌립에서 난소정립・이치하라시립으로 전환되어 2016년 3월에 폐교되었으며, 2021년 현재는 지역 활성화 거점 시설인 '모임의 광장 헤이산'으로 운영되고 있다.

## 참고문헌
- 小沢治郎左衛門『上総国町村誌 第一編』1889年。NDLJP:763698。
- 千葉県市原郡教育会『千葉県市原郡誌』千葉県市原郡、1916年。NDLJP:951002。
- 『明治22年千葉県町村分合資料 七 市原郡町村分合取調』1889年。

## 관련링크
- 『千葉県市原郡誌』第二部 町村誌「平三村」 NDLJP:951002/686
- 千葉県市原郡平三村 (12B0090024) - 歴史的行政区域データセットβ版